# Софі де Кондорсе
Марія-Луїза-Софі де Ґруші, відома як мадам де Кондорсе (фр. Sophie de Condorcet, 1764, Мелан, Вексен, Франція — 8 вересня 1822, Париж, Франція) — французька господиня світських салонів, письменниця, перекладачка та феміністка. Керувала салонами з 1789 р. до епохи терору і з 1799 р. до своєї смерті у 1822 році.
Попри смерть чоловіка Ніколя де Кондорсе і заслання брата маркіза де Груші під час терору, Софі де Кондорсе зберігала свою неповторність, володіла впливовими зв'язками перед Французькою Революцією, під час і після неї.   
Як господиня світських салонів, мадам де Кондорсе славилася добротою і байдужістю до класового та соціального походження людей. Її салони завжди включали жінок, серед яких Олімпія де Гуж. Де Кондорсе була також письменницею і перекладачкою, високоосвіченою для свого часу, знала англійську та італійську. Вона авторка впливових перекладів таких вчених, як Томас Пейн і Адам Сміт.

## Життєпис
Марія-Луїза-Софі де Груші народилася у сім'ї Франсуа Жака маркіза де Груші (фр. Francoise Jacques Marquis de Grouchy)(колишнього пажа Людовика XV) та Марі Жільберт Генрієти Фрето (фр. Marie Gilberte Henriette Freteau). У 1786 році Софі де Груші одружилася зі старшим на 20 років відомим математиком і філософом маркізом де Кондорсе, з яким поділяла багато інтелектуальних інтересів і мала щасливий шлюб.

## Салони
Після одруження Софі де Кондорсе відкриває відомий салон в Hôtel des Monnaies, що знаходився навпроти Лувру. Серед гостей салону було багато іноземців, включаючи Томаса Джефферсона], економіста Адама Сміта, авторку памфлетів про права жінок Олімпію де Гуж, англійських аристократів Чарльза Стенхоупа, 3-го графа Стенхоупа, Девіда Мюррея 2-го графа Менсфілда, сьомого віконта Стормонта, Тюрго, П'єра Бомарше, Жермени де Сталь і багато французьких філософів. Салон Софі де Кондорсе зіграв важливу роль у піднесенні жирондистського руху, який пропагував права жінок.
Софі де Кондорсе дозволяла учасникам об'єднання «Соціальний клуб» (Cercle Social), що ставив за мету досягнення рівних політичних та юридичних прав жінок, проводити зустрічі в своєму будинку. Після смерті чоловіка залишена з чотирирічною дочкою без коштів, вона змушена відкрити магазин, аби вижити, і на певний час відклала творчу і перекладацьку діяльність.
Софі де Кондорсе володіла бажанням і інтелектом, завдяки яким значно посприяла розвитку французького фемінізму.